# Arif Hossein - ETV, Dhaka
Arif Hossein - ETV, Dhaka er en børnefilm fra 2002 instrueret af Ole Tornbjerg.

## Handling
Arif er 13 år gammel og bor med sin far, mor og lillebror i et af Dhakas slumkvarterer. Arif går i skole, arbejder som cykeltaxadekoratør og er aktiv i organisationen Børnenes Kongres, der kæmper for børns ret til at gå i skole og have sikre arbejdsvilkår. Arif er desuden børnejournalist på landets mest populære tv-program, hvor han også sætter fokus på de problemer, de mange fattige børn har i Bangladesh. Det er en historie om et barn, der godt nok lever et fattigt og hårdt liv, men som insisterer på at skabe sig nogle muligheder, og som samtidig har overskud til at kæmpe for andre børns rettigheder. En helt, som også danske børn kan identificere sig med.